# Columbia Army Air Base
Pour les articles homonymes, voir Columbia.

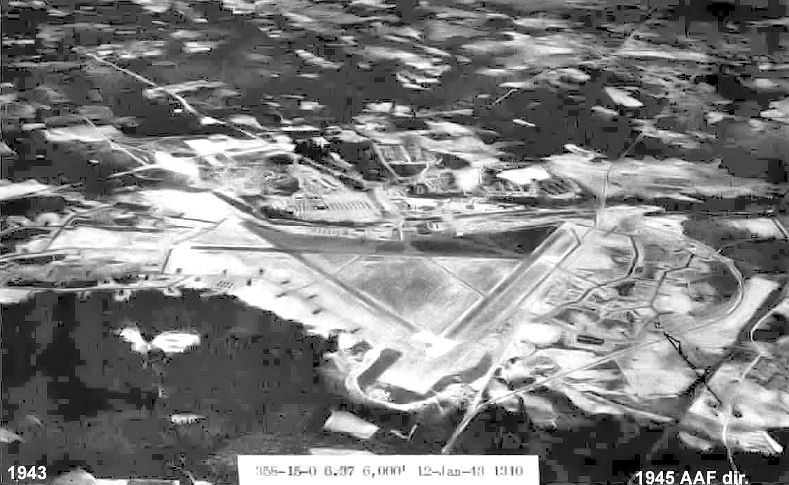
La Columbia Army Air Base en 1943.

La Columbia Army Air Base était une base de l'armée de l'air américaine située près de Columbia en Caroline du Sud et active pendant la Seconde Guerre mondiale.
Elle était principalement utilisé pour l'entraînement au combat des unités de bombardiers moyens North American B-25 Mitchell.
Au début de 1942, elle sert de base d'entraînement pour les aviateurs du futur « Raid de Doolittle ».
Fermée au cours de l'été 1945, elle est adaptée à un usage civil pour devenir l'aéroport métropolitain de Columbia (en).

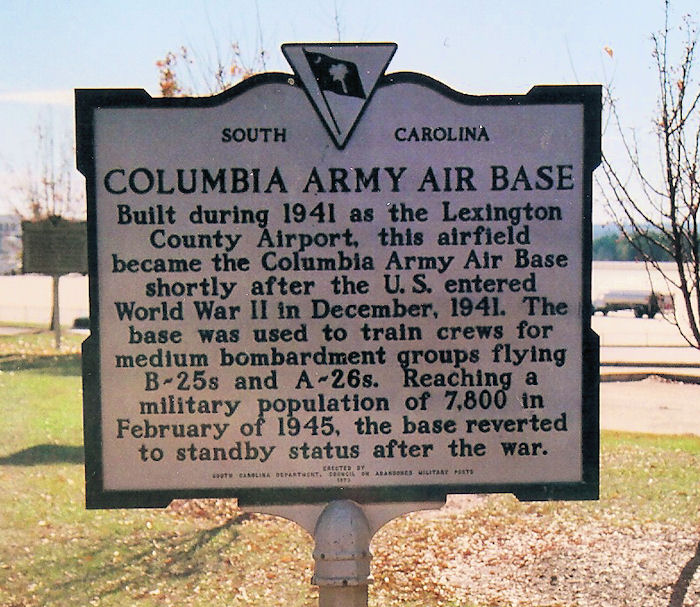
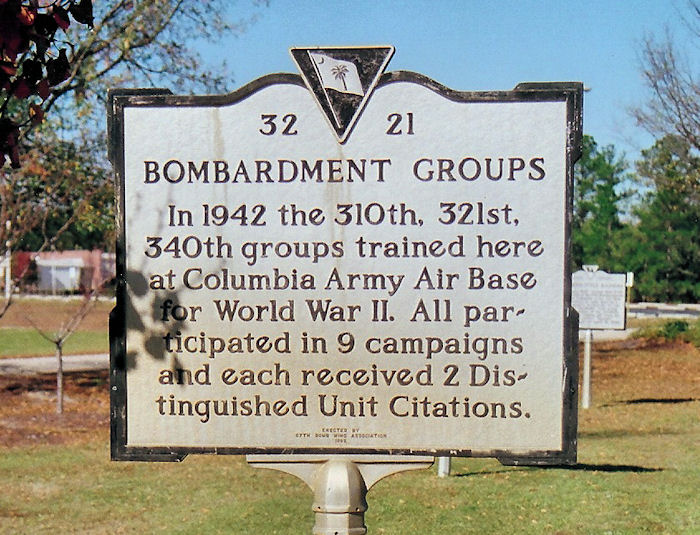
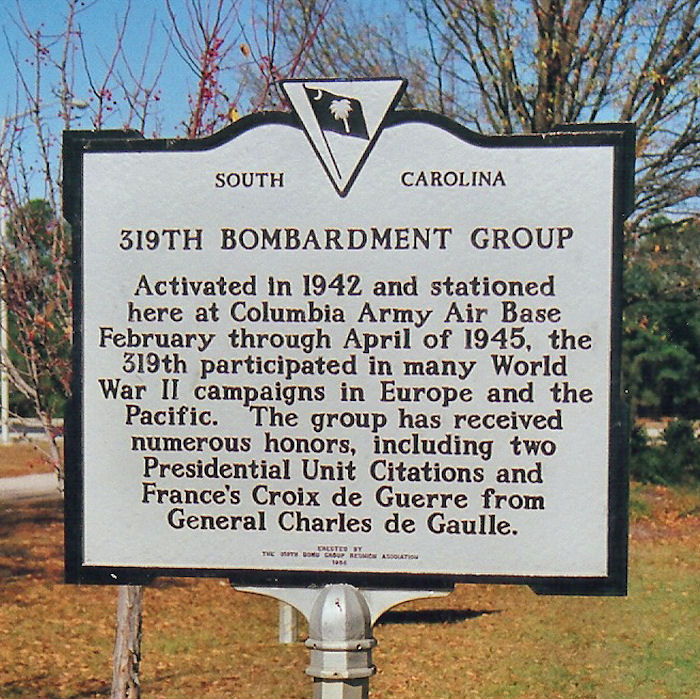
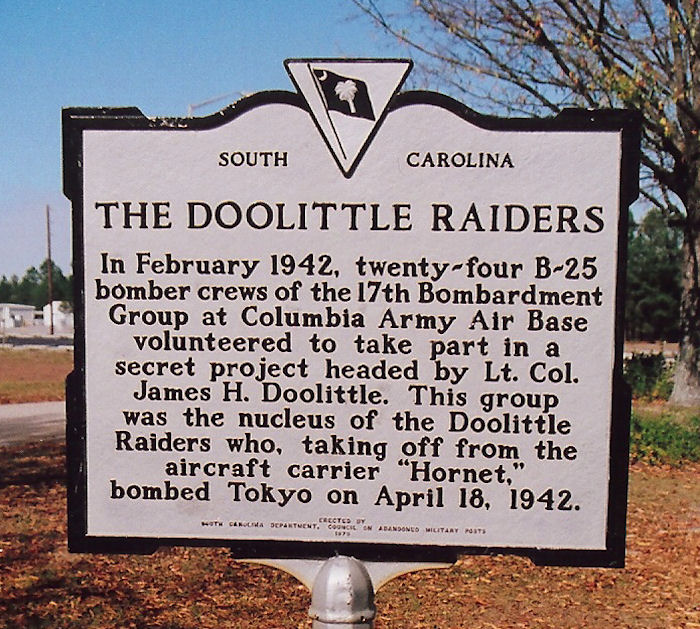